# Maler des Tarentiner Troilos
Der Maler des Tarentiner Troilos (nach englisch Painter of the Taranto Troilos; andere potentielle Schreibungen: Maler des Troilos von Tarent und Maler des Taranto Troilos) ist der Notname eines antiken griechischen Vasenmalers des attisch-schwarzfigurigen Stils.
Die kunsthandwerkliche Handschrift des Malers des Troilos von Tarent wurde von John D. Beazley aus der Vielzahl von überlieferten antiken griechischen bemalten Vasen und Fragmenten identifiziert. Das bislang bekannte Werk ist sehr klein und umfasst nur zwei Sianaschalen der Variante Knickfries-Schale im Archäologischen Nationalmuseum Tarent. Die Namenvase zeigt auf der A-Seite Achilleus und Troilos. Die Werke werden ins letzte Viertel des 7. Jahrhunderts v. Chr. datiert.
Werkliste
1. Archäologisches Nationalmuseum, Tarent, ohne Inventarnummer; Motiv innen: eine geflügelte Göttin, womöglich Nike, Außen-A: Achilleus und Troilos, Außen-B: Kampf zwischen einem Jüngling und einem Mann zwischen zwei Reitern[1]
2. Archäologisches Nationalmuseum, Tarent, Inventarnummer 20150; Motiv innen: eine geflügelte Göttin, womöglich Nike, Außen-A: Kämpfer und Reiter, Außen-B: acht laufende Kämpfer[2]